# Shabat (Turkmenistán)
Shabat (en turcomano: Şabat; en ruso: Шабат), conocida hasta 2022 como Niyazov (en turcomano: Nyýazow; en ruso: Ниязовск) y hasta 1993 como Teazebazar (en turcomano: Täzebazar; en ruso: Тэзебазар), es una ciudad de Turkmenistán, capital del distrito de Shabat en la provincia de Dashoguz.

## Toponimia
Las palabras Täze bazar significan en turcomano "nuevo bazar", "nuevo mercado". Atanyyazow explica que este nombre se refiere a un bazar entonces nuevo establecido en una encrucijada de las principales rutas que conducen a Uzbekistán y Turkmenistán. El nombre moderno rinde homenaje a Saparmurat Niyazov (Nyýazow es la ortografía turcomana de su apellido).

## Historia
A partir de 1957 el municipio fue designado asentamiento de tipo urbano. El 12 de octubre de 1957, por decreto del Presidium del Soviet Supremo de la RSS de Turkmenistán, se le cambió el nombre adoptado en 1938 de Andreyevsk (en ruso: Андреевск) para volver al original Teazebazar.
El 8 de febrero de 1993, mediante Resolución Parlamentaria No. 806-XII, la ciudad de Teazebazar pasó a llamarse ciudad de Niyazov. En junio de 2016, Niyazov fue elevada a la categoría de ciudad por decreto del Mejlis, y el pueblo de Azatlyk quedó subordinado a ella. El 9 de noviembre de 2022, la ciudad de Niyazovsk pasó a llamarse Shabat

## Demografía
| 2302                                   | 3795 | 5263 | 7291 |
| (Fuente: Censo soviético de 1959-1989) |      |      |      |

## Infraestructura

### Transporte
Shabat está situado a 18 km de la estación de tren de Dashoguz.